# カーテンレール
カーテンレールはカーテンを吊り、機能させるために用いる器具である。構造は基盤となるレール（棒状ならばロッド、ランナーがカーテンリングならばポールという）、レールを固定するためのブランケット、カーテンを移動させるためのランナー、ランナーに取り付けて、カーテンとつなぐためのフック、ランナーをレールから脱線しないようにするためのストップから成り、付属的なアイテムとして、カーテンとフックを繋ぐためのワイヤー、閉じたカーテンを束ねるための紐であるタッセル、そしてタッセルを引っかけるための房掛けがある。電動式のものもある。

## カーテンレールの種類

### インテリア目的
近年はカーテンのインテリア性が高まったことで、カーテンレールもインテリアアイテムの一つとして評価されるようになった。インテリア目的に特化されたものを装飾カーテンレール、あるいはインテリアカーテンレールと呼ぶ。当初はステンレス、アルミニウムなどのカーテンレールしかなく、インテリアにとってはバランスを崩す存在であった。そのため、それを見せないように小さく作り、あるいはそれを隠すためのレールボックスというアイテムを用いて、バランスを整えていた。一方、近年は木製のものや金属、合金製でも装飾性に富んだものが増えている。これは逆に隠さずに見せることを重要視したカーテンレールで、ストップの部分が擬宝珠状になったものが多い。また、このストップのことをギボシ、ギボシ部などと呼んでいる。ランナー、フックやワイヤーにも趣向が凝らされたものも多く、付属品であるタッセルや房掛けとデザインが一体化したものも見られる。

### 機能目的
対して、機能性に特化した商品も見られる。これらは装飾性はほとんどないが、ランナーが移動するときに音が出ないもの、非常に滑らかに動くものなど、技術的な特長が見られ、一般住宅のほか、事業所や教育、研究施設、医療施設などに向けられて生産されている。また、遠隔操作でカーテンを開閉できる電動カーテンレールもあり、これらは大がかりな事業所や医療施設、映像設備を備えた教育施設などで特に重宝されている。また、金属製の機能性レールであってもフォルムを洗練することなどして、インテリア性を高めたものもある。

## 主なカーテンレールメーカー
- トーソー
- 立川ブラインド工業
- 日中製作所

など

### かつて存在していたカーテンレールメーカー
- ヨコタ（国産初のカーテンレールを開発。2010年倒産。）